# Шорм, Патрик
Патрик Шорм (чеш. Patrik Šorm; род. 21 ноября 1993, Прага) — чешский легкоатлет, специализирующийся в беге на 400 метров. Бронзовый призёр чемпионата мира 2023 года, двукратный бронзовый призёр чемпионатов Европы в помещении (2015, 2017) в эстафете 4×400 метров.

## Биография
Тренируется в клубе «Дукла» (Прага) под руководством Иржи Кминека.
Победитель первенств Чехии среди юниоров в беге на 200 и 400 метров. В 2011 году выступал в финале чемпионата Европы до 20 лет в эстафете 4×400 метров (5-е место).
В 18 лет впервые стал призёром взрослого чемпионата Чехии (серебро на дистанции 200 метров). В 2014 году дебютировал за главную команду страны. На чемпионате Европы не смог преодолеть первый круг соревнований в беге на 400 метров, в эстафете занял 7-е место.
Зимой 2015 года установил личный рекорд 46,49 и заслужил право участвовать в домашнем чемпионате Европы в помещении. В личном виде дошёл до полуфинала, где проиграл всего 0,05 секунды украинцу Евгению Гуцолу за выход в решающий забег. В эстафете завоевал бронзовую медаль в составе сборной Чехии и стал соавтором рекорда страны (3.04,09).
Выиграл чемпионат Чехии 2016 года в беге на 400 метров. В предварительном забеге на чемпионате Европы помог команде обновить ещё один национальный рекорд в эстафете (3.02,66). Однако в финале улучшить его не удалось, и чехи финишировали четвёртыми.
В 2017 году во второй раз в карьере стал бронзовым призёром чемпионата Европы в помещении в эстафете 4×400 метров.
В 2023 году на чемпионате мира по лёгкой атлетике, который состоялся в Будапеште, чешский спортсмен, в смешанной эстафете 4 по 400 метров стал бронзовым медалистом чемпионата мира.

## Основные результаты
| Год  | Турнир                          | Место проведения          | Дисциплина       | Место       | Результат |
| ---- | ------------------------------- | ------------------------- | ---------------- | ----------- | --------- |
| 2011 | Чемпионат Европы среди юниоров  | Таллин, Эстония           | эстафета 4×400 м | 5-е         | 3.10,20   |
| 2013 | Чемпионат Европы среди молодёжи | Тампере, Финляндия        | эстафета 4×400 м | 6-е         | 3.05,82   |
| 2014 | Командный чемпионат Европы      | Брауншвейг, Германия      | эстафета 4×400 м | —           | DQ        |
| 2014 | Чемпионат Европы                | Цюрих, Швейцария          | 400 м            | 25-е (заб.) | 46,35     |
| 2014 | Чемпионат Европы                | Цюрих, Швейцария          | эстафета 4×400 м | 7-е         | 3.04,56   |
| 2015 | Чемпионат Европы в помещении    | Прага, Чехия              | 400 м            | 12-е (1/2)  | 47,70     |
| 2015 | Чемпионат Европы в помещении    | Прага, Чехия              | эстафета 4×400 м | 3-е         | 3.04,09   |
| 2015 | Чемпионат Европы среди молодёжи | Таллин, Эстония           | 400 м            | 6-е         | 46,60     |
| 2015 | Чемпионат Европы среди молодёжи | Таллин, Эстония           | эстафета 4×400 м | 4-е         | 3.07,27   |
| 2016 | Чемпионат Европы                | Амстердам, Нидерланды     | эстафета 4×400 м | 4-е         | 3.03,86   |
| 2017 | Чемпионат Европы в помещении    | Белград, Сербия           | 400 м            | 12-е (заб.) | 47,50     |
| 2017 | Чемпионат Европы в помещении    | Белград, Сербия           | эстафета 4×400 м | 3-е         | 3.08,60   |
| 2017 | Чемпионат мира по эстафетам     | Нассау, Багамские Острова | эстафета 4×400 м | 12-е        | 3.08,17   |
| 2017 | Командный чемпионат Европы      | Быдгощ, Польша            | 400 м            | 9-е         | 47,25     |
| 2017 | Командный чемпионат Европы      | Быдгощ, Польша            | эстафета 4×400 м | 3-е         | 3.03,31   |
| 2018 | Чемпионат мира в помещении      | Бирмингем, Великобритания | 400 м            | 13-е (1/2)  | 47,04     |
| 2018 | Чемпионат мира в помещении      | Бирмингем, Великобритания | эстафета 4×400 м | 5-е         | 3.04,87   |